# Leo Shuken
Leo Shuken (Los Angeles, 8 de dezembro de 1906 — Santa Mônica, 24 de julho de 1976) é um compositor estadunidense. Venceu o Oscar de melhor trilha sonora na edição de 1940 por Stagecoach, ao lado de Richard Hageman, W. Franke Harling e John Leipold.